# インドネシアの国旗
インドネシアの国旗は、上に赤、下に白を配した横二色旗であり、紅白旗とも呼ばれる。デザインはモナコの国旗と全く同一だが、縦横の比率が異なる。
インドネシア国内では "Sang Merah Putih" と表記される。Merah Putih が「紅白」を意味し、赤は勇気と情熱を、白は真実と聖なる心をあらわす。Sang はヒンドゥーの神や王、英雄の名前など、尊敬の対象となるものの前に置かれる敬称である。

## 由来

海軍用国籍旗

この国旗の由来を同国独立前の民族主義運動期にさかのぼれば、オランダ領東インドから宗主国オランダに留学していた留学生たちの団体、インドネシア協会が、1923年の会合の席上で、同協会の旗としてこの紅白旗を採用し（そのときは旗の中央に水牛の頭部が描かれた）、さらに帰国した彼らを含めて1928年5月に結成されたインドネシア国民党の党旗として採用されたものであった（このとき旗の中央には野牛が描かれた）。こうした民族主義運動の中で紅白旗は民族旗としての地位を獲得し、インドネシアの独立後、正式に国旗として採用された。
インドネシア社会では、さらにこの紅白旗の由来は13世紀に興ったマジャパヒト朝期にまでさかのぼると考えられており、また、16世紀のマタラム朝期には祝日に紅白旗を掲げる習慣であったと伝えられている。
こうした歴史的由来からの説明のほかに、ジャワにおける民間習俗からもその起源が説明されることがある。すなわち、赤が男性のエネルギーを、白が女性の純潔を象徴しているというものである。宗主国であるオランダ国旗にトリコロールの青色部分を取り除いたものを旗印に使用したのが始まりである。また、赤と白の2色は、古くから太陽と月を表す色としても親しまれており、赤が自由と勇気を、白が正義と純潔を表すとされる。

## 備考
- 独立記念日に国旗を掲揚するときは、インドネシアの服装の男女2名と、郷土防衛義勇軍（ペタ）の軍服を着用した1名で掲揚している。このペタの軍服については、1945年8月17日のインドネシア独立宣言のとき、ペタの上級士官ラティフ・ヘンドラニングラットが紅白旗を掲げたことに由来する[2]。しかし2000年以降の国家独立記念日式典では、1999年に新設されたインドネシア国民国旗掲揚隊の隊員がインドネシア軍の軍服を着用して掲揚している
- モナコの国旗の他にデザインが類似する旗として、ウィーンの旗が挙げられる（赤の濃さ自体はウィーンの旗の方がやや明るめ）。行政単位以外の歴史的地域では、フランケン地方の旗の紋章抜きのバリエーションが類似する。

## 歴史的な旗

?東インドネシア国の旗
?パスンダン国の旗
?大ダヤクの旗
?ポンティアナック・スルタン国の旗